# Torneio de xadrez de Cambridge Springs de 1904
O Torneio de xadrez de Cambridge Springs de 1904 foi uma competição internacional de xadrez realizado na cidade de Cambridge Springs, Pensilvânia-EUA entre 25 de abril e 19 de maio contando com dezesseis jogadores que se enfrentaram no sistema todos-contra-todos. Os vencedores foram Frank Marshall ($1000), Dawid Janowski ($450), Emanuel Lasker ($450), Georg Marco ($200), Jackson Showalter ($165), Carl Schlechter e Mikhail Chigorin ($67,50 cada).

## Tabela de resultados
| #  | Jogador              | 1 | 2 | 3 | 4 | 5 | 6 | 7 | 8 | 9 | 10 | 11 | 12 | 13 | 14 | 15 | 16 | !Total |
| -- | -------------------- | - | - | - | - | - | - | - | - | - | -- | -- | -- | -- | -- | -- | -- | ------ |
| 1  | Frank Marshall       | * | 1 | ½ | ½ | 1 | 1 | ½ | 1 | 1 | 1  | 1  | 1  | ½  | 1  | 1  | 1  | 13     |
| 2  | Dawid Janowski       | 0 | * | 0 | ½ | ½ | 1 | 1 | 1 | 1 | 0  | 1  | 1  | 1  | 1  | 1  | 1  | 11     |
| 3  | Emanuel Lasker       | ½ | 1 | * | ½ | ½ | 0 | 1 | 1 | 0 | 1  | 1  | 1  | 1  | ½  | 1  | 1  | 11     |
| 4  | Georg Marco          | ½ | ½ | ½ | * | ½ | ½ | 1 | 0 | ½ | 1  | 0  | 1  | ½  | ½  | 1  | 1  | 9      |
| 5  | Jackson Showalter    | 0 | ½ | ½ | ½ | * | ½ | 1 | 1 | 1 | ½  | 0  | ½  | ½  | ½  | ½  | 1  | 8½     |
| 6  | Carl Schlechter      | 0 | 0 | 1 | ½ | ½ | * | 0 | ½ | ½ | 0  | ½  | 1  | 1  | ½  | 1  | ½  | 7½     |
| 7  | Mikhail Chigorin     | ½ | 0 | 0 | 0 | 0 | 1 | * | 1 | ½ | 0  | 1  | ½  | 1  | 1  | 0  | 1  | 7½     |
| 8  | Jacques Mieses       | 0 | 0 | 0 | 1 | 0 | ½ | 0 | * | 1 | 1  | 1  | 0  | 1  | ½  | 1  | 0  | 7      |
| 9  | Harry Pillsbury      | 0 | 0 | 1 | ½ | 0 | ½ | ½ | 0 | * | 1  | ½  | 0  | ½  | 1  | ½  | 1  | 7      |
| 10 | Albert Fox           | 0 | 1 | 0 | 0 | ½ | 1 | 1 | 0 | 0 | *  | 1  | 1  | 0  | 1  | 0  | 0  | 6½     |
| 11 | Richard Teichmann    | 0 | 0 | 0 | 1 | 1 | ½ | 0 | 0 | ½ | 0  | *  | ½  | 1  | 0  | 1  | 1  | 6½     |
| 12 | Lawrence             | 0 | 0 | 0 | 0 | ½ | 0 | ½ | 1 | 1 | 0  | ½  | *  | 1  | ½  | 0  | ½  | 5½     |
| 12 | William Ewart Napier | ½ | 0 | 0 | ½ | ½ | 0 | 0 | 0 | ½ | 1  | 0  | 0  | *  | 1  | 1  | ½  | 5½     |
| 12 | Barry                | 0 | 0 | ½ | ½ | ½ | ½ | 0 | ½ | 0 | 0  | 1  | ½  | 0  | *  | 0  | 1  | 5      |
| 12 | Albert Hodges        | 0 | 0 | 0 | 0 | ½ | 0 | 1 | 0 | ½ | 1  | 0  | 1  | 0  | 1  | *  | 0  | 5      |
| 12 | Eugene Delmar        | 0 | 0 | 0 | 0 | 0 | ½ | 0 | 1 | 0 | 1  | 0  | ½  | ½  | 0  | 1  | *  | 4½     |